# Бородин, Валерий Иванович
Вале́рий Ива́нович Бороди́н (род. 23 ноября 1947, Донецк Ростовской области) — советский и российский государственный деятель, первый секретарь Липецкого городского комитета КПСС (1988—1991), председатель Липецкого горисполкома (1985—1988) и Липецкого городского Совета народных депутатов (1990—1991), первый заместитель главы администрации Липецкой области (1996—1998).

## Биография
В. И. Бородин родился 23 ноября 1947 года в городе Донецке Ростовской области. Закончил Ростовский институт народного хозяйства.
В 1973 году переезжает в Липецк. Работает старшим бухгалтером, заместителем главного бухгалтера и начальником финансового отдела треста «Промстрой». Затем назначен заведующим отделом Советского райкома КПСС, председателем плановой комиссии горисполкома. В 1982—1985 — заместитель председателя, а в 1985—1988 — председатель исполнительного комитета Липецкого городского Совета народных депутатов (горисполкома). В 1988 избран первым секретарём Липецкого городского комитета КПСС, а в 1990 — председателем Липецкого городского Совета народных депутатов. С обоих постов ушёл в отставку в августе 1991 года.
В 1991—1998 В. И. Бородин работал в администрации Липецкой области: 1991 (сентябрь)-1993 — первый заместитель председателя комитета по управлению госимуществом области, 1993—1996 — заместитель, а в 1996—1998 — первый заместитель главы администрации.
Был управляющим липецким филиалом МДМ-Банка.